# Aridea
Aridea (griechisch Αριδαία (f. sg.) mazedonisch С'ботско S'botsko, bulgarisch Съботско) ist eine Kleinstadt, die bis 2010 eine selbständige Gemeinde in der griechischen Präfektur Pella bildete. 2010 wurde sie mit der Nachbargemeinde Exaplatanos zur neuen Gemeinde Almopia zusammengeschlossen, in der Aridea seither einen Gemeindebezirk bildet.
Aridea liegt im Nordwesten des Regionalbezirks Pella, an der Grenze zur Republik Nordmazedonien und zum Regionalbezirk Präfektur Florina. Sie war mit einer Fläche von 562,91 km² bis 2010 die achtgrößte Gemeinde in Griechenland. Neben dem Ortsteil Aridea (5600 Einwohner) gehören unter anderem die Ortschaften Promachi (1825 Einwohner), Sosándra (1206 Einwohner), Apsalos (1178 Einwohner), Loutraki (1163 Einwohner), Polykarpi (1071 Einwohner), Tsakoi (1020 Einwohner), Vorino (871 Einwohner) und Xifiani (850 Einwohner) zum Gemeindebezirk.
Unter dem Namen Soumboskon (gr. Σούμποσκον) wurde der Ort 1918 als Landgemeinde (kinotita) anerkannt. 1922 erfolgte die Umbenennung in Ardea (Αρδέα). Diese wurde 1946 zur Stadtgemeinde (dimos) erhoben und 1952 in Aridea umbenannt. 1997 wurde Aridea durch Eingemeindungen zahlreicher umliegender Dörfer erheblich vergrößert.